# Простациклин

Простациклин

Простациклин (простагландин I2) — высокоактивный метаболит арахидоновой кислоты. Вместе с простагландинами и тромбоксанами образуют подкласс простаноидов, которые вместе с лейкотриенами, входят в класс эйкозаноидов.

## История
В 60-е годы британская исследовательская группа, возглавляемая профессором Джоном Вейном, начала изучать роль простагландинов в анафилаксии и респираторных заболеваниях. Работая с группой из Королевского колледжа хирургов, сэр Джон выявил метаболит, который назвал «PG-X». PG-X оказался в 30 раз более мощным, чем любые другие антиагреганты.
К 1976 году сэр Джон с коллегой — исследователем Сальвадором Монкада, опубликовал первый документ о простациклине, в научном журнале.
В 1982 году Джон Вейн удостоен Нобелевской премии по физиологии и медицине «за открытия, касающиеся простагландинов и близких к ним биологически активных веществ», которую он разделил с Суне Бергстрёмом и Бенгтом Самуэльсоном.

## Синтез

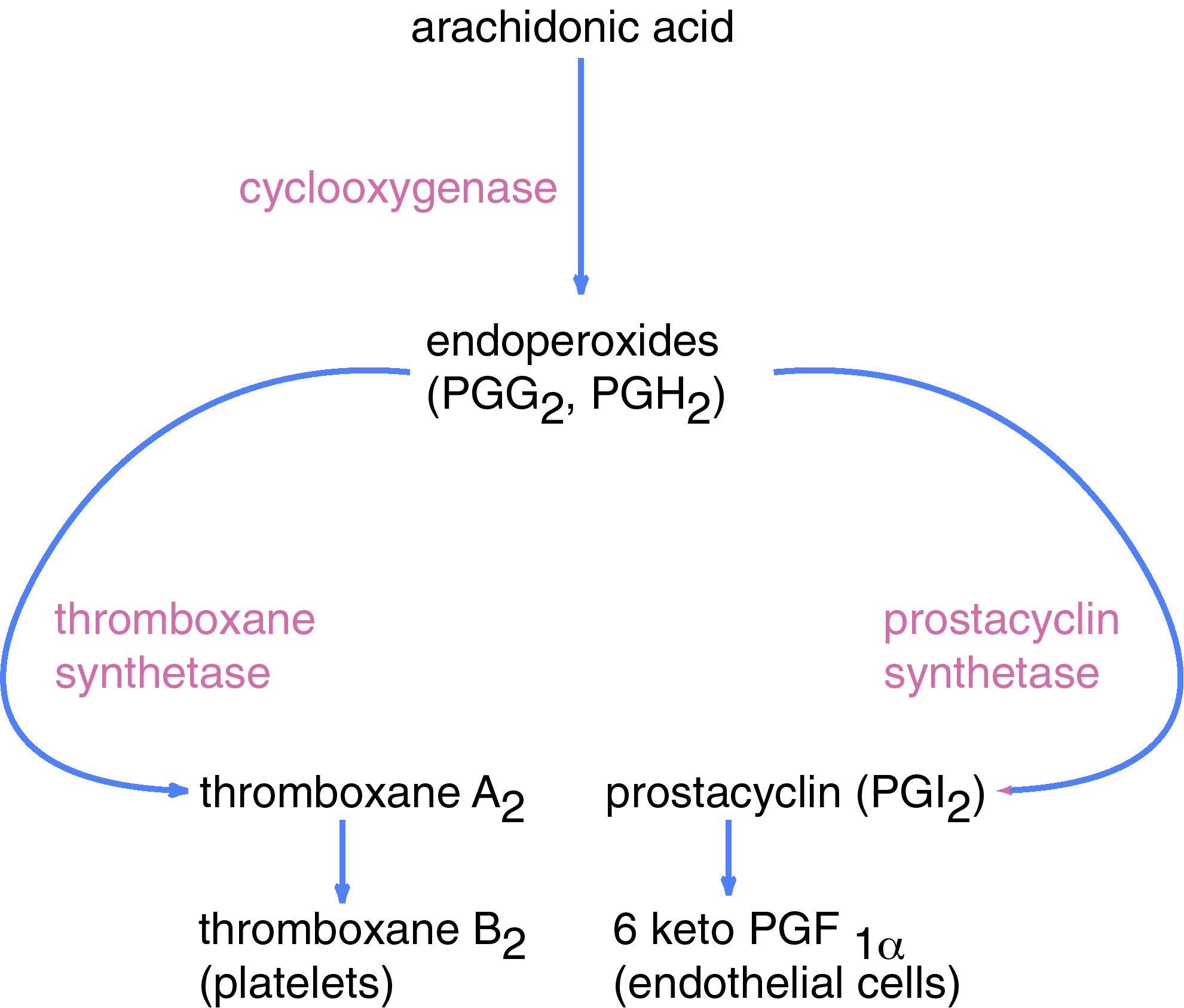
Биосинтез тромбоксана и простациклина

Фосфолипаза A2 отщепляет арахидоновую кислоту от фосфолипидов цитоплазматической мембраны.
ЦОГ катализирует превращение арахидоновой кислоты в нестабильное соединение ПГG2, которое спонтанно превращается в ПГH2.
Простациклинсинтаза катализирует превращение ПГН2 в ПГI2 (простациклин).

### Локализация
Простациклин синтезируется преимущественно в эндотелии кровеносных сосудов, а также поступает в кровеносное русло из легких.

### Трепростинил
Синтетический аналог простациклина (PgI2) названный Трепростинилом, продается под торговыми марками Ремодулин для инфузий, Оренитрам для перорального приема и Тивазо для ингаляций. Он представляет собой сосудорасширяющее средство, которое используется для лечения легочной артериальной гипертензии. Разработан и проходит апробацию ингаляционный аэрозоль с Трепростинил Пальмитилом для длительного (по меньшей мере на 12 часов) ингибирования вызванной гипоксией легочной вазоконстрикции in vivo.

## Роль в организме
Простациклин во многом является антагонистом тромбоксана А2, так как снижает агрегацию тромбоцитов и вызывает вазодилатацию, усиливает антикоагулянтное действие гепарина. Его антиагрегационное действие связано с активацией аденилатциклазы и повышением уровня цАМФ в тромбоцитах.